# Dactylispa curvispina
Dactylispa curvispina es una especie de insecto coleóptero de la familia Chrysomelidae.
Fue descrita científicamente en 1956 por Uhmann.